# Ur Jordens Djup
Ur Jordens Djup (Z wnętrza ziemi) – piąty album grupy Finntroll, którego oficjalna premiera miała miejsce 28 marca 2007. Album ten jest pierwszym albumem zawierającym wokal Mathias Lillmåns, który zastąpił Tapio Wilska w 2006.
Wszystkie teksty utworów zostały napisane przez byłego wokalistę i założyciela zespołu Jana Jämsena. W 11 minucie ostatniego utworu płyty zaczyna się ukryty utwór.

## Lista utworów
Na podstawie materiału źródłowego:
| Nr  | Tytuł utworu               | Długość |
| --- | -------------------------- | ------- |
| 1.  | „Gryning”                  | 3:31    |
| 2.  | „Sång”                     | 4:40    |
| 3.  | „Korpens Saga”             | 3:26    |
| 4.  | „Nedgång”                  | 3:44    |
| 5.  | „Ur Djupet”                | 4:59    |
| 6.  | „Slagbröder”               | 4:31    |
| 7.  | „En Mäktig Här”            | 4:19    |
| 8.  | „Ormhäxan”                 | 4:39    |
| 9.  | „Maktens Spira”            | 3:28    |
| 10. | „Under Två Runor”          | 5:36    |
| 11. | „Kvällning” (Ukryty utwór) | 13:02   |
|     |                            | 55:55   |

## Listy sprzedaży
| Lista  | Kraj      | Pozycja |
| ------ | --------- | ------- |
| Top 60 | Finlandia | 23      |